# Jet van Dam van Isselt
Mr. drs. Henriette van Dam van Isselt ('s-Gravenhage, 6 december 1895 − Amsterdam, 6 december 1972) was een Nederlands kunsthistorica, topambtenaar en vertaalster.

## Biografie

### Familie
Van Dam was een lid van de familie Van Dam van Isselt en een dochter van luitenant-generaal en directeur van de Hogere Krijgsschool Willem Edmond van Dam van Isselt (1870-1951) en Jacoba Rambonnet (1871-1940). Ze was een zus van Josine van Dam van Isselt (1901-1979), docente klassieke talen en in jaren dertig en veertig vriendin van Martinus Nijhoff, nicht (tantezegger) van kunstschilder Lucie van Dam van Isselt (1871-1949) en ze was een tante van de gelijknamige taalkundige Jet van Dam van Isselt (1941). Ze trouwde in 1922 met het Amsterdamse gemeenteraadslid, tevens Tweede Kamerlid en journalist, Asser Benjamin Kleerekoper (1880-1943) die in mei 1929 getroffen werd door een ziekte, jaren in het ziekenhuis verbleef en dat in oktober 1932 pas verliet, verlamd aan beide benen en inmiddels van haar - in juli 1930 - gescheiden. Van Dam hertrouwde niet.

### Loopbaan
Van Dam studeerde rechten (promotie op stellingen in 1918 aan de Universiteit Utrecht) en kunstgeschiedenis. Na haar studie rechten ging ze werken op de gemeentesecretarie van Amsterdam. In 1923 werd ze daar benoemd tot hoofd Kunstzaken.  Na het uitbreken van de Tweede Wereldoorlog werd Van Dam door de bezetter ontslagen omdat zij weigerde de loyaliteitsverklaring te tekenen. Tijdens die bezettingsjaren begon ze aan de studie kunstgeschiedenis die ze in 1949 afrondde. In september 1945 werd ze door minister Gerardus van der Leeuw en secretaris-generaal Hendrik Jan Reinink naar het ministerie van Onderwijs, Kunsten en Wetenschappen gehaald als hoofd van de afdeling Kunsten om gestalte te geven aan het volgens de minister (en PvdA-uitgangspunt) noodzakelijke actieve kunstbeleid. In 1947 werd ze op wachtgeld gezet door Van der Leeuws opvolger Jos Gielen (die geen voorstander was van het kunstbeleid van zijn voorganger), waarna ze haar studie kunstgeschiedenis vervolgde en naar Rome trok. In 1950 werd Van Dam benoemd tot secretaris (met als persoonlijke titel "tweede onderdirecteur") bij het Nederlands Instituut te Rome door Jan Josephus Poelhekke, de directeur; die functie behield ze tot haar pensioen in 1961. Ze was daarin een begeleider van op het instituut verblijvende studenten. Daarnaast werd zij grotendeels verantwoordelijk voor de implementatie van het cultureel akkoord dat in 1951 tussen Italië en Nederland werd gesloten. Toen haar collega Carel van Essen, onderdirecteur van het instituut, in 1963 overleed, wijdde Van Dam een in memoriam aan hem. Bij haar pensionering op het instituut schonk ze ongeveer honderd boeken en een kunstwerk van Koos Stroo aan het instituut.

### Na haar pensionering
Na haar ambtelijke loopbaan vertaalde Van Dam enkele boeken, waaronder het tweede deel van de belangrijke autobiografie van de schilder Benvenuto Cellini, waarvan Corinna (Kennie) van Schendel, de dochter van schrijver Arthur van Schendel, het eerste boek vertaalde. Nadat ze ernstig last begon te krijgen van ouderdomskwalen en verlies van haar gezichtsvermogen, besloot ze in 1972 op haar 77e verjaardag een einde aan haar leven te maken. Postuum verschenen door haar gekozen, vertaalde en van een nawoord voorziene novellen van Matteo Bandello.
In 1955 werd dankzij haar het Morpurgo Studiereisfonds van de Universiteit van Amsterdam ingesteld waarmee door de UvA studentenreisbeurzen naar Italië worden toegekend. Frédéric Bastet wijdde aan haar het gedicht 'Via di Porta Pinciana. Hier woonde Jet van Dam van Isselt (Rome)' alsmede een in memoriam aan haar in het mededelingenblad van het Romeinse instituut. Haar kunstcollectie, waaronder een werk van Giorgio Morandi, vermaakte ze aan het Stedelijk Museum (Amsterdam).